# VHF Records
VHF Records  es una compañía discográfica independiente estadounidense fundado en 1991 por Bill Kellum. La discográfica se enfoca principalmente en músicos y artistas ligados a la música experimental.
En la discográfica igual se enfocan artistas ligados al rock pero principalmente artistas de vanguardia o igual ligados a la música de cámara.

## Algunos artistas de la discográfica
- Ashtray Navigations
- Doldrums
- Fern Knight
- Flying Saucer Attack
- Roy Montgomery (Nueva Zelanda)